# Посёлок имени Калинина (Петропавловский район)
имени Калинина — посёлок в Петропавловском районе Алтайского края. Входит в состав Зеленодольского сельсовета.

## География
Расположен на юго-востоке края, на предгорной равнине, на правом берегу реки Кудриха в месте впадения её в реку Ануй.
Климат
континентальный. Средняя температура января −18,2 °C, июля +18,9 °C. Годовые нормы атмосферных осадков 450 мм.

## Население
| 1997 | 1998 | 1999 | 2000 | 2001 | 2002 | 2003 | 2004 | 2005 | 2006 |
| ---- | ---- | ---- | ---- | ---- | ---- | ---- | ---- | ---- | ---- |
| 208  | ↗222 | ↗233 | ↗246 | ↘234 | ↘232 | ↗255 | ↗259 | ↗267 | ↘251 |
| 2007 | 2008 | 2009 | 2010 | 2011 | 2012 | 2013 |      |      |      |
| ↘248 | ↗251 | ↗252 | ↘239 | ↘238 | ↘227 | ↘224 |      |      |      |

Национальный состав
Согласно результатам переписи 2002 года, в национальной структуре населения русские составляли 94 % от 267 чел.

## Инфраструктура
Развито сельское хозяйство. 

## Транспорт
Посёлок доступен автомобильным транспортом.
Подходит  автодорога межмуниципального значения «подъезд к пос. им. Калинина» (идентификационный номер 01 ОП МЗ 01Н-3403) протяжённостью 0,700 км. 